# Linki (jezioro)
Linki – jezioro w woj. warmińsko-mazurskim, w powiecie szczycieńskim, w gminie Jedwabno.

## Opis
Jest to jezioro hydrologicznie zamknięte. Ze względu na rybołówstwo zaklasyfikowano je jako linowo-szczupakowe.
Jezioro jest słabo dostępne, otoczone głównie lasem. Najbliższa miejscowość to Narty.
Dojazd ze Szczytna drogą krajową nr 58 w stronę Nidzicy, następnie w miejscowości Narty w lewo jedną z dróg gruntowych zwaną Szeroką Drogą.

## Dane morfometryczne
Powierzchnia zwierciadła wody wynosi 3,1 ha.
Zwierciadło wody położone jest na wysokości 133,2 m n.p.m..